# 5304 Bazhenov
5304 Bazhenov eller 1978 TA7 är en asteroid i huvudbältet som upptäcktes den 2 oktober 1978 av den sovjetisk-ryska astronomen Ljudmila Zjuravljova vid Krims astrofysiska observatorium på Krim. Den är uppkallad efter den ryske arkitekten Vasilij Bazjenov (1738–1799).
Asteroiden har en diameter på ungefär arton kilometer.